# Sokół rudogardły
Sokół rudogardły (Falco deiroleucus) – gatunek ptaka z rodziny sokołowatych (Falconidae), zamieszkujący Amerykę Centralną i Południową. Bliski zagrożenia wyginięciem.

## Systematyka
Gatunek monotypowy (nie wyróżnia się podgatunków).
Prawdopodobnie jest najbliżej spokrewniony z sokołem białogardłym (wygląda w istocie jak jego większa wersja). Oba z kolei stoją w systematyce blisko sokoła rdzawobrewego i stanowią dość starą linię ewolucyjną wywodzących się z Ameryki sokołów Falco. Specjacja, oddzielająca gatunek, rozpoczęła się prawdopodobnie 8–5 milionów lat temu w trakcie późnego miocenu.

## Występowanie
Spotyka się go od południowego Meksyku po północną Argentynę. Oprócz wymienionych krajów widuje się go zatem w Belize, Hondurasie, Nikaragui, Gwatemali, Panamie, Boliwii, Brazylii, Kolumbii, Ekwadorze, Gujanie, Gujanie Francuskiej, Paragwaju, Peru, Surinamie, Wenezueli, bardzo rzadko na Trynidadzie. W Kostaryce prawdopodobnie wymarł.
Zasiedla głównie dojrzałe lasy i obrzeża lasów, przeważnie na nizinach i wyżynach; w Ameryce Południowej także bardziej otwarte tereny np. zadrzewienia na sawannach. Zazwyczaj występuje do 1100 m n.p.m., choć odnotowywano go aż do około 2900 m n.p.m.

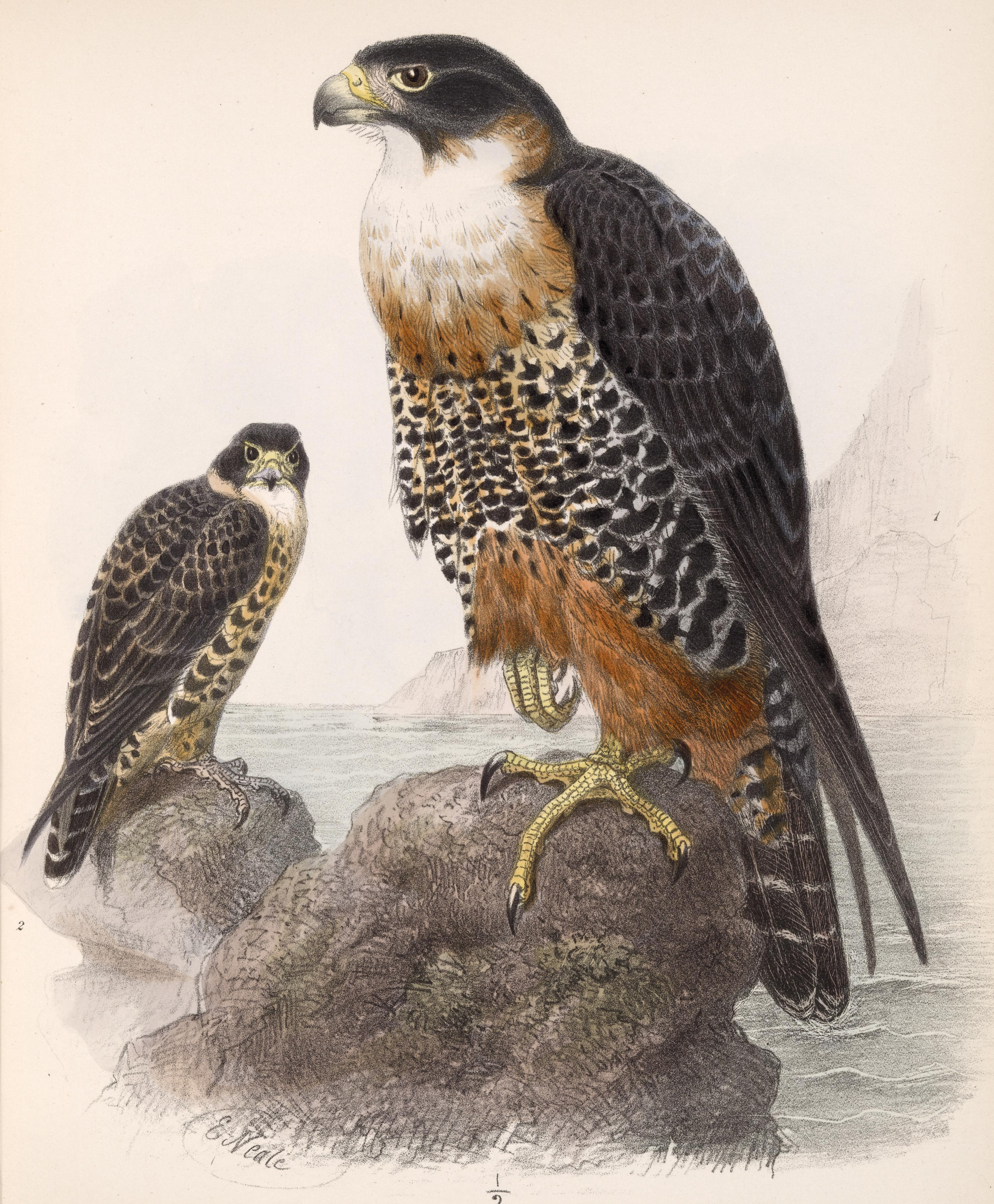
Rycina przedstawiająca osobnika dorosłego (z prawej) i młodocianego

## Charakterystyka
To średniej wielkości ptak o długości 35 centymetrów. Drapieżca posiada mocne szpony, które umożliwiają mu chwytanie zdobyczy w locie, stąd niektórzy badacze w tym Helmut Sick, niemiecko-brazylijski ornitolog, uważają, że gatunek ten wypełnia ekologiczną niszę po sokole wędrownym, ponieważ gnieździ się w tropikalnej Ameryce, gdzie tego drugiego się nie widuje.

Jednakże wydaje się, że sokół rudogardły preferuje bardziej zalesione siedliska niż sokół wędrowny, a zatem nie jest on jego ekologicznym konkurentem na zimowiskach w Ameryce Południowej.

## Zachowanie
Poluje na ptaki, zwłaszcza gołębie, papugi, ale zjada też duże owady i nietoperze.
W lęgu znajduje się 2–4 jaj, które są wysiadywane przez 30 dni. Wychowywanie młodych trwa około 40 dni.

## Status
Międzynarodowa Unia Ochrony Przyrody (IUCN) od 2012 roku uznaje sokoła rudogardłego za gatunek bliski zagrożenia (NT – near threatened), wcześniej – od 2000 roku miał on status gatunku najmniejszej troski (LC – least concern), a od 1994 roku – NT. W 2008 roku szacowano całkowitą liczebność populacji na niecałe 50 tysięcy osobników. Trend liczebności populacji uznaje się za spadkowy ze względu na wylesianie.